# Obelyskkh
 (décembre 2023).
Si vous disposez d'ouvrages ou d'articles de référence ou si vous connaissez des sites web de qualité traitant du thème abordé ici, merci de compléter l'article en donnant les références utiles à sa vérifiabilité et en les liant à la section « Notes et références ».
Obelyskkh est un groupe de doom metal allemand, originaire de Fürth.

## Histoire
Le groupe est fondé en 2008 par le guitariste Torsten Trautwein et son ami Wojtek Lodzinski (guitare électrique, chant). Peu de temps après, le batteur Steffen et le bassiste David Pscheidt les rejoignent. Le premier album Mount Nysa que le groupe produit et enregistre lui-même sort en 2011 sur le label Droehnhaus. Des concerts suivent. Le groupe signe après chez Exile on Mainstream Records, qui publie les albums White Lightnin‘ et Hymn to Pan en 2012 et 2013. En 2015, le bassiste David Pscheidt quitte le groupe et Sebastian « F. Duster » Fischer, du groupe Fairy Duster, également de Fürth, le remplace. Le 21 avril 2017, le groupe sort son quatrième album, The Providence, avec un nouveau line-up. En juillet 2017, le guitariste et membre fondateur Stuart West part pour des raisons personnelles, le groupe travaille maintenant en trio. Depuis lors, West fait partie du groupe Thronehammer, qu'il fonde en 2012.

## Discographie
- 2011 : Mount Nysa (album, Droehnhaus)
- 2012 : White Lightnin‘ (album, Exile on Mainstream Records)
- 2013 : Hymn to Pan (album, Exile on Mainstream Records)
- 2017 : The Providence (album, Exile on Mainstream Records)

## Source de la traduction
- (de) Cet article est partiellement ou en totalité issu de l’article de Wikipédia en allemand intitulé « Obelyskkh » (voir la liste des auteurs).